# 浜釧路駅
浜釧路駅（はまくしろえき）は、かつて北海道釧路市幸町4丁目にあった日本貨物鉄道（JR貨物）根室本線支線上に存在した貨物駅である。1989年（平成元年）8月1日に廃止された。事務管理コードは▲110471。

## 歴史

### 年表

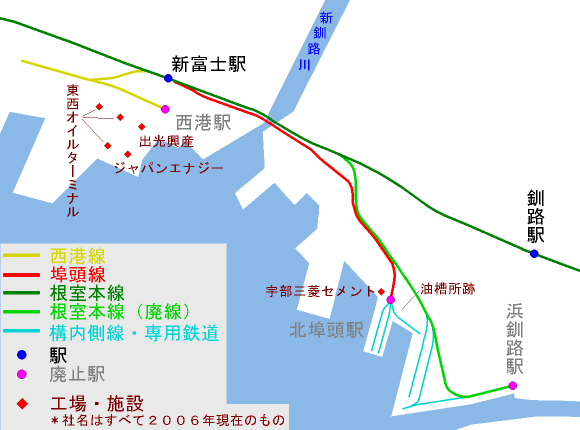
当駅付近鉄道路線図（移転後）

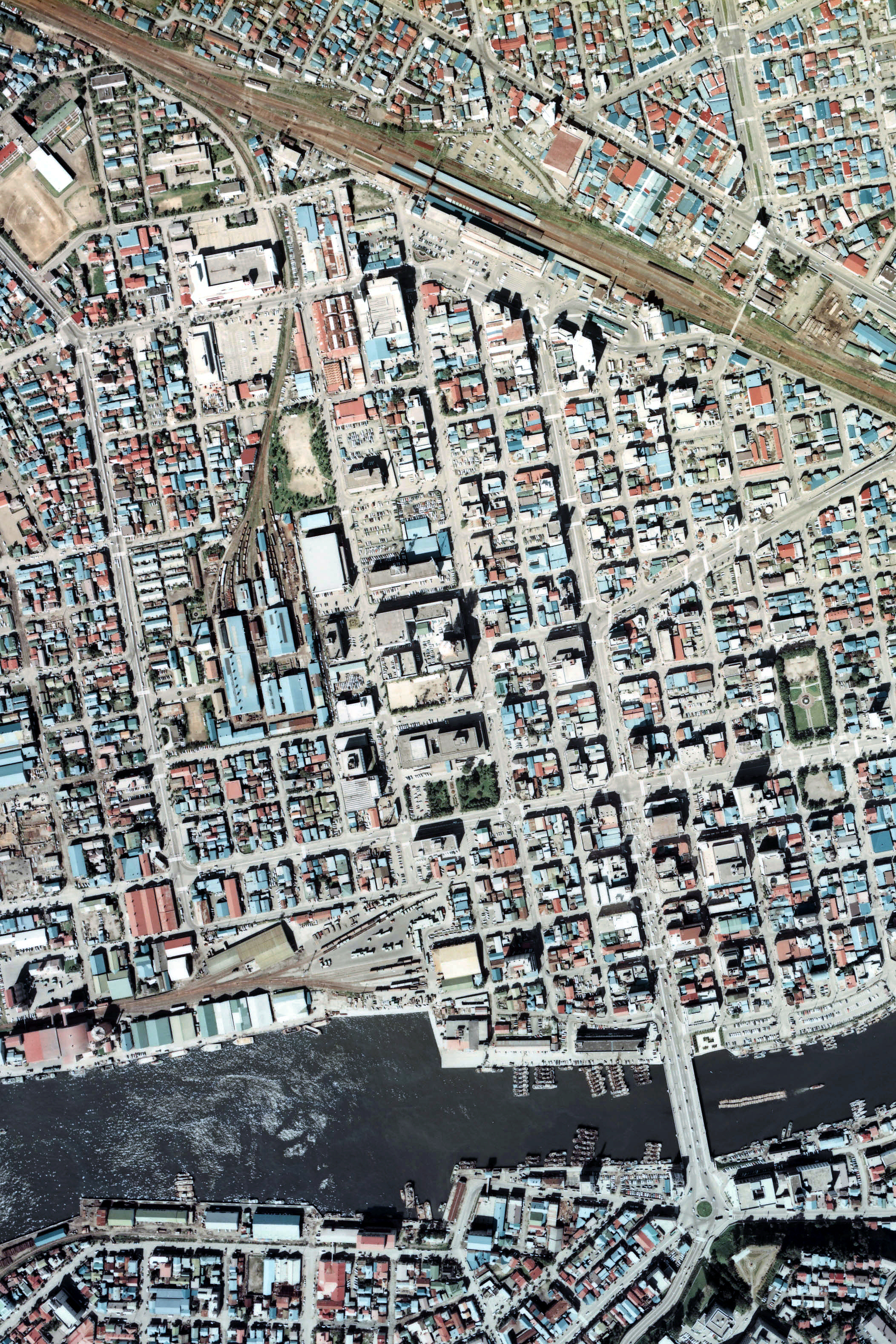
1977年の（貨）浜釧路駅（2代目）（写真下方の釧路川沿い）、周囲約1km×1.5km範囲。右が根室方面。写真中央あたりに釧路駅（初代）・浜釧路駅（初代）の西側にあった車両工場の釧路車両管理所、写真上方に現在の釧路駅（2代目）。この時点では、中央埠頭や（貨）浜釧路駅（2代目）へ向かう公共臨港線が、釧路駅（2代目）駅舎左横の貨物ホームへ新富士方面の操車場側から引き込まれていた。かつては根室本線から分岐した後、公園を通ってまっすぐにビル街と化した浜釧路駅（初代）を突き抜けて浜釧路駅（2代目）に線路が延びていた。

- 1901年（明治34年）7月20日：北海道官設鉄道釧路線の釧路駅（初代）として開業（一般駅）[1][3][4]。
- 1905年（明治38年）4月1日：北海道官設鉄道が、逓信省鉄道作業局に移管。
- 1917年（大正6年）12月1日：鉄道院釧路本線（→根室本線）釧路駅 - 浜厚岸駅間延伸に伴い次のように変更[5][3][4]。
  - 釧路駅（初代）を現在駅（営業キロベースで大楽毛駅から5.8M≒9.3 km）に移転し、旅客・手荷物・小荷物を移管。
  - 当駅は一般大貨物のみ扱いとし、浜釧路駅（初代）となる。営業キロ上は釧路起点1.1M（≒1.8 km）。客貨車区などは当駅に残存。
- 1942年（昭和17年）4月1日：小荷物（特別扱雑誌）の扱いを開始[6]。
- 1954年（昭和29年）9月1日：小荷物（特別扱雑誌）の扱いを廃止[6]。
- 1959年（昭和34年）10月26日：釧路客貨車区が当駅から宝町に移転[1]。
- 1962年（昭和37年）10月15日：当駅が黒金町から幸町の釧路川沿いに移転し浜釧路駅（2代目）となる[1][4]。移転後の釧路駅 - 当駅間の営業キロは3.8km[4]。旧駅には釧路工場（釧路車両所→釧路運輸車両所の前身のひとつ）の機能が残存。
- 1965年（昭和40年）10月1日：コンテナ貨物取扱い開始。
- 1974年（昭和49年）10月1日：小荷物扱い開始[6]。
- 1986年（昭和61年）11月1日：小荷物扱い廃止[6]。
- 1987年（昭和62年）4月1日：国鉄分割民営化により、日本貨物鉄道（JR貨物）に継承[6]。
- 1989年（平成元年）8月1日：新富士駅（現・釧路貨物駅）に機能を移転、貨物支線と当駅を廃止[1][4]。

### 駅名の由来
釧路港に面しているため。

## 駅跡

### 初代駅
現在の幸町6 - 12丁目に相当し、釧路車両所の撤退後に釧路市こども科学館などの敷地に転用された。釧路プリンスホテル西側に記念碑が立っている。

### 二代目駅跡
北海道立釧路芸術館となっている。

## 隣の駅
日本国有鉄道
根室本線（貨物支線）
釧路駅 - 浜釧路駅